# The (International) Noise Conspiracy
The (International) Noise Conspiracy (abreviado T(I)NC) fue una banda de garage rock formada en Umeå, Suecia, en el año 1998. Integrada por el vocalista Dennis Lyxzén, el bajista Inge Johansson, el guitarrista Lars Strömberg, y el baterista Ludwig Dahlberg. Sara Almgren participó como tecladista y guitarrista de apoyo hasta 2004.
Dennis formó T(I)NC luego del hiato indefinido con Refused, con la que retornó en el año 2012. Además, los miembros participaron en distintas bandas, como Totalt Jävla Mörker (Johansson), Separation (Strömberg), Saidiwas (Dahlberg, Almgren), y Doughnuts (Almgren). Entre 2013 y 2018, Johansson participó en Against Me!.

## Historia
En 1999 la banda grabó su álbum debut The First Conspiracy con G7 Welcoming Committee Records. Debido a la popuralidad del álbum, la banda firmó con el sello punk Burning Heart Records, lanzando en el 2000 Survival Sickness. En 2001, la banda lanzó con Burning Heart su tercer álbum, A New Morning.
La primera gira de la banda fuera de Suecia, su país de origen, fue a China. Tocaron sus canciones en clubes de rock ilegales y ocultos, mientras que la policía china esperaba afuera con pistolas. También estuvo de gira con My Chemical Romance en Estados Unidos. 
Entre 2002 y 2003, la banda lanzó los EP Up For Sale (Sympathy for the Record Industry) y Bigger Cages, Longer Chains (2003, Burning Heart/Epitaph Records), además del álbum en vivo Your Choice Live Series 025 grabado el 16 de marzo de 2002 en un show en Alemania y producido por Tobby Holzinger (Your Choice Records).
En 2004, la banda se juntó con el productor Rick Rubin para su nuevo álbum. El saxofonista sueco de jazz Jonas Kullhammar se unió temporalmente a la banda, aportando con el saxo y el teclado y la ayuda adición en la escritura y composición de canciones. Organistas como Billy Preston y Benmont Tench se unieron temporalmente a la banda, tras la salida de Sara Almgren para unirse como bajista a la banda punk Masshysteri. Rick Rubin firmó a la banda en su sello American Recordings. Al final, la banda lanzó Armed Love en 2004. 
En 2006, The Noise Conspiracy (Internacional) contribuyó con una versión de Shut Up para el tributo a The Monks para el álbum tributo Silver Monk Time: A Tribute to The Monks lanzado en octubre de ese año.
El álbum The Cross of My Calling fue grabado en el 2007, producido por Rick Rubin y lanzado el 14 de noviembre de 2008 en Europa y el día 25 en UEA. Lanzado por las casas Burning Heart, Vagrant y American Recordings.
Después de lanzar su último álbum hasta la fecha, la banda decidió darse un descanso en 2009, desde entonces no han tocado juntos.
A pesar de que oficialmente no están separados, no se ha previsto una reunión debido a diversas ocupaciones de sus miembros. Esto, sumado a la residencia de Ingle en Estados Unidos y Lugwig en Francia.

## Estilo e influencias
Musicalmente, la banda es definida como garage y punk rock, con toques de indie, new wave, post-punk, y rock 'n roll. Influenciados mayormente por The Nation of Ulysses, The Make-Up, Phil Ochs, The Who, Blondie, y música sesentera y setentera en general. 
Líricamente, sus canciones están ligadas a ideologías anarquistas y marxistas. Haciendo frente en contra a la política de globalización, el capitalismo, el imperialismo, la misoginia, y el racismo.
Lyxzén declaró que la banda quería lograr una mezcla ideal de música y la política: "un cruce entre Elvis Presley y Che Guevara". Además, según las notas de su álbum debut, The First Conspiracy la banda mezcla música con espectáculo, derivado de lo situacionista, concepto creado por Guy Debord del trabajo filosófico La sociedad del espectáculo del 1967.
En los años 90s, sus miembros participaron en diversas bandas del Umeå hardcore (véase Refused, Separation, Doughnuts y Saidiwas). En sus primeros años, todos eran vegan straight edge, aunque desde 2001, no todos siguen la misma corriente.

## Miembros
| - Dennis Lyxzén – voces, pandero (1998–2009) - Inge Johansson – bajo, coros (1998–2009) - Lars Strömberg – guitarras, coros (1998–2009) - Ludwig Dahlberg – batería, percusión (1998–2009) - Sara Almgren – guitarras, teclados, órgano (1998–2004) | Miembros temporales - Jonas Kullhammar – saxofón, teclados (2004) - Billy Preston – órgano (2004) - Benmont Tench – órgano (2004) |

## Discografía
| Álbumes de estudio - The First Conspiracy (1999, G7 Welcoming Committee) - Survival Sickness (2000, Burning Heart, Epitaph) - A New Morning, Changing Weather (2001, Burning Heart, Epitaph) - Armed Love (2005, Burning Heart, American Recordings) - The Cross of My Calling (2008, Burning Heart, Vagrant, American) EP, singles y splits - The First Conspiracy 7" (1999, Premonition) - Separation / T(I)NC (1999, The Black Mask Collective, Busted Heads) - Abolish Work 7" (1999, The Black Mask Collective) - T.I.M.E.B.O.M.B. 7" (1999, Carcrash) - The Subversive Sound Of The Conspiracy 7" (1999, Trans Solar) - Smash It Up (2000, Big Wheel Recreation) - The Reproduction Of Death (2001, Sub Pop) - Capitalism Stole My Virginity (2001, G7 Welcoming Committee) - Up For Sale (2002, Sympathy for the Record Industry) - Bigger Cages, Longer Chains (2003, Burning Heart, Epitaph) - Black Mask (2004, Burning Heart) - A Small Demand (2004, Burning Heart) | Álbumes en vivo - Your Choice Live Series 025 (2002, Your Choice ) - Live At Oslo Jazz Festival (2003, Moserobie Music Production) - Live EP (2005, American) Apariciones en compilatorios - Punk-o-Rama Vol. VII — "Up For Sale" (2002, Epitaph) - Rock Against Bush Vol. 2 — "My Star" (2004, Fat Wreck Chords) - Take Penacilin Now — "Ever Felt Cheated?" (2005, G7 Welcoming Committee) - Silver Monk Time: A Tribute to the Monks — "Shut Up" (2006, Play Loud!) |

## Videografía
- "Smash It Up" (2000)
- "The Reproduction of Death" (2000)
- "Capitalism Stole My Virginity" (2001)
- "Up For Sale" (2001)
- "Black Mask" (2004)
- "A Small Demand" (2004)